# Oscar Friede
Oscar Charles Friede (Saint Louis, Missouri, 14 de juliol de 1881 - Saint Louis, 14 de febrer de 1943) va ser un esportista estatunidenc que va competir a cavall del segle xix i el segle xx. El 1904 va prendre part en els Jocs Olímpics de Saint Louis en la prova del joc d'estirar la corda, en què guanyà la medalla d'or formant part de l'equip Southwest Turnverein of St. Louis No. 2, junt a Charles Haberkorn, Harry Jacobs, Frank Kugler i Charles Thias.